# ماساشی اوندا
ماساشی اوندا (انگلیسی: Masashi Onda؛ زادهٔ ۲۷ ژوئن ۱۹۳۹) بازیکن هاکی روی چمن اهل ژاپن بود.